# Margarita Nolasco Armas
María Margarita Nolasco Armas (20 de novembre de 1933, Orizaba, Veracruz - 23 de setembre de 2008, Ciutat de Mèxic) fou una etnòloga mexicana considerada com una de les pioneres en l'estudi de l'antropologia de Mèxic. Se li va reconèixer de manera pòstuma amb el Premi Nacional de Ciències i Arts en la categoria d'«Història, Ciències Socials i Filosofia».

## Biografia

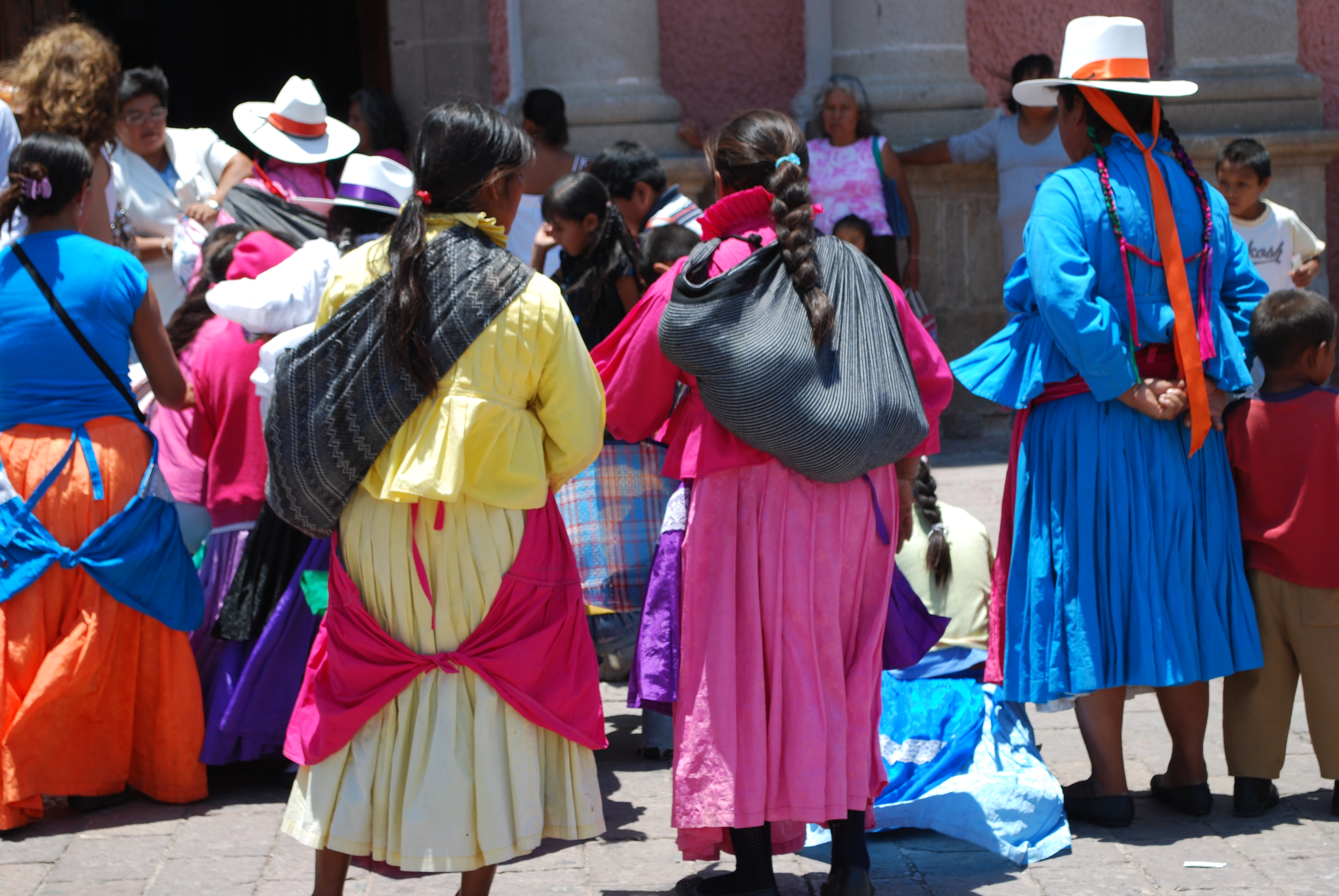
Les àrees de recerca de Nolasco Armas van ser àmplies, però va destacar la població indígena de Mèxic, a qui va dedicar nombrosos articles i estudis. En la imatge, un grup de dones otomís, de qui va fer un Atlas etnográfico.

Margarita Nolasco Armas va néixer el 20 de novembre de 1933 en Orizaba, Veracruz, filla de Ricardo Nolasco Aguilar i de Margarita Armas Hernández, nadiua de Canàries. El seu avi patern, Ilario, era un anarcosindicalista espanyol que va arribar a Mèxic per treballar en una hisenda de tabac. Poc després es van establir a Orizaba, on van tenir sis fills (entre ells Margarita; un d'ells va morir als mesos de nascut). Si bé al principi ella volia estudiar medicina igual que el seu espòs (amb el qual es va casar als 17 anys), al final va optar per cursar els seus estudis d'etnologia el 1957 en la Escuela Nacional de Antropología y Historia (ENAH) (durant aquest període va treballar al catàleg de col·leccions museogràfiques) i, més tard, va obtenir la seva mestratge i després doctorat en la Universitat Nacional Autònoma de Mèxic (UNAM). Posteriorment, va obtenir el seu postgrau en etnobotànica.
Temps després, es va dedicar a l'ensenyament en l'ENAH, en la Universitat Iberoamericana i en la UNAM.
En 2000, la hi va guardonar amb la medalla Ignacio Manuel Altamirano per part de la Secretaría de Educación Pública (SEP), mentre que la Sociedad Mexicana de Geografía y Estadística la va nomenar sòcia honorària de la institució. Aquest mateix any es va convertir en investigadora emèrita de la UNAM.
Nolasco Armas fou membre del Sistema Nacional de Investigadores, de la Sociedad Mexicana de Antropología i de l'Academia Mexicana de Ciencias, endemés de ser fundadora del Colegio de Etnólogos y Antropólogos Sociales i del Museo Nacional de Antropología. Així mateix, va tenir al seu càrrec el Projecte de Minories Ètniques al Món dut a terme per l'ONU en conjunt amb El Colegio de México. Diverses de les seves recerques es van publicar en nombroses revistes, on va abordar primordialment temes com la frontera sud de Mèxic, la migració de la població indígena al país i el període de la conquista espiritual. Un dels seus últims treballs consistí en una investigació sobre el moviment estudiantil de 1968.
Se sap que va col·laborar estretament amb l'Exèrcit Zapatista d'Alliberament Nacional, a més de pertànyer al Partit Comunista Mexicà. Va morir en Districte Federal, Mèxic el 23 de setembre de 2008. Aquest any se la va guardonar de forma pòstuma amb el Premi Nacional de Ciències i Arts a l'àrea d'«Història, Ciències Socials i Filosofia». En el seu 70 aniversari, l'ENAH va dur a terme un homenatge pòstum a l'etnòloga on va anunciar la creació d'un programa d'estudis per a continuar amb les recerques realitzades per Nolasco Armas en vida. En octubre de 2008, el Museu Regional de Querétaro va fer un altar de morts en honor de Nolasco Armas. Cal assenyalar que en aquest estat la investigadora ajudà en la publicació d'un Atlas etnográfico que aborda els costums i forma de vida dels otomís.